# VARA (Betriebsart)
VARA bezeichnet eine digitale Betriebsart im Amateurfunkdienst. Es wurde für die Verwendung mit WinLink auf Kurzwelle (VARA HF) und im VHF- und UHF-Bereich (VARA FM) entwickelt und ermöglicht das Übertragen von Daten, z. B. E-Mails, über Funk. Zum Betrieb über den geostationären Amateurfunk-Satelliten QO-100 dient die Variante VARA SAT.
Im WinLink-System bietet VARA eine Alternative zu ARDOP und PACTOR im Kurzwellen-Bereich sowie zu Packet Radio im VHF- und UHF-Bereich. VARA kann mit Zusatzsoftware auch außerhalb von WinLink verwendet werden.

## Eigenschaften
VARA arbeitet mit einem proprietären Software-TNC. Ein Computer mit Soundkarte und ein Funkgerät (in der Regel ein Transceiver) sind zum Modulieren und Demodulieren erforderlich. Die Variante VARA HF erreicht bei einer Bandbreite von 2300 Hz eine Datenübertragungsrate von über 5 kBit/s. Mit VARA FM sind Datenübertragungsraten bis zu 25 kBit/s möglich. Diese Werte übertreffen die meisten anderen Datenübertragungsprotokolle, die im Amateurfunkdienst üblich sind. 
VARA wird in einer kostenlosen Shareware-Version angeboten, diese ist in der Funktionalität jedoch stark eingeschränkt. So ist die Datenübertragungsrate auf 175 Bit/s und die maximale Dauer einer Verbindung je nach genutztem Gateway auf rund 15 Minuten beschränkt, der Betreiber des Gateways kann den Zugang mit der kostenlosen Version von VARA auch gänzlich blockieren. Für die Aufhebung dieser Beschränkungen muss eine Lizenzgebühr entrichtet werden.

## Geschichte
Der spanische Funkamateur José Alberto Nieto Ros (Amateurfunkrufzeichen EA5HVK), ebenfalls Autor des Protokolls ROS, stellte VARA im Herbst 2017 vor. Da es ohne einen Hardware-TNC auskommt und bezüglich der Datenübertragungsrate den Hardware-Protokollen ebenbürtig ist, erfreut es sich großer Beliebtheit.

## Technik
VARA verwendet zur bitgenauen Datenübertragung ein ARQ-Protokoll, welches nach jedem übertragenen Datenblock eine Bestätigung der Gegenstation erfordert. Die Modulation erfolgt durch ein OFDM-Verfahren, indem innerhalb der verfügbaren Bandbreite mehrere phasenmodulierte Träger mit Redundanzinformation gesendet werden. Bei schlechten Übertragungsverhältnissen, z. B. Störungen oder einem niedrigen Signal-Rausch-Verhältnis, kann VARA selbstständig zu einer geringeren Übertragungsgeschwindigkeit umschalten.